# カオポイント
カオポイントは、かつてトゥインクル・コーポレーションに所属していたお笑いコンビ。2010年2月より漫才協会にも所属していた。2003年3月1日結成、2015年12月31日解散。

## メンバー
おくまん（本名：奥村 伸明（おくむら のぶあき）、1978年10月23日 - ）ボケ担当
- 東京都出身。身長172cm、体重70kg、血液型B型。
- 野球と三国志とバウムクーヘンが好き。生まれながらの大の読売ジャイアンツファン。
- ゲッターズ飯田に勧められ、2007年6月に「オクマン」から「おくまん」に改名。
- 前田健に好かれており、既に何度もデートを重ねているらしい（「JUNK2 エレ片のコント太郎」より）。
- 推しメンに、天才亀井義行選手を挙げている。

石橋 哲也（いしばし てつや、1982年10月8日 - ）ツッコミ担当
- 東京都出身。身長174cm、体重55kg、血液型A型。
- 声優の沢口千恵と、ミュージシャンの石橋優子は姉。
- 祖父が韓国人のクォーターである。
- マヂカルラブリーの2人を引き合わせてコンビ結成のきっかけを作った。

## 来歴
2003年3月1日結成。創価大学落語研究会の先輩・後輩で結成されたコンビ（おくまんが4年先輩）であり、コンビ名の由来はエレキコミックのやついいちろうに「おくまんの顔が面白い＝ポイントだから、カオポイントでいいんじゃない」と言われたことから。ちなみにその場に石橋はおらず、後に電話で聞かされたらしい。このコンビ名についてはテレビ出演した際「業界に入ったらそんな別に俺の顔面白くなかった」「わりと普通の顔だった」と発言している。なお、エレキコミックは大学・事務所での先輩にあたり、彼らから可愛がられており、よくネタにされる関係性である。
野球オタクのネタ等のコントが中心であるが、漫才協会に所属しており、定期的に漫才のネタも披露していた。
2015年12月23日、東京・新宿明治安田生命ホールにて開催された「トゥインクル1グランプリ2015」のエンディングで同年12月31日を以て解散することを発表。解散後は、それぞれトゥインクル・コーポレーションに所属したままピン芸人に転向。おくまんは野球漫談を中心に、浅草東洋館などに出演。石橋はその後事務所を退所し、イベントMCや構成作家として活動している。

## 賞レース成績
- キングオブコント2012、準々決勝進出。
- THE MANZAI2013、準々決勝進出。

## 出演

### テレビ
- 爆笑オンエアバトル（NHK総合）戦績2勝7敗 最高449KB
- オンバト+（NHK総合）戦績0勝2敗 最高281KB
- お笑いTVニコニコ笑い汁（MONDO21）
- 爆笑最前線（BS2、2007年5月31日）「特選芸人への道」
- ぐるぐるナインティナイン（日本テレビ、2007年11月16日）「おもしろ荘へいらっしゃい!」
- Indies A-Go-Go（TOKYO MX）

出演時は漫才を披露。
- 天下統一CG将軍（テレビ東京、2007年10月27日）

エレキコミック×高橋哲人のコラボ作品内に出演
- エンタの神様（日本テレビ、2008年9月20日）

キャッチコピーは「悲喜交交(ひきこもごも)の分岐点」
- ショーバト!（日本テレビ、2010年7月13日）おくまんのみ
- 笑う新選組（テレ朝チャンネル、2011年6月3日）
- PigooRadio〜Mousa（エンタ!371、2011年11月21日）石橋哲也のみ

### ラジオ
- エレ片のコント太郎（TBSラジオ）

エレ片podcast検定のコーナーにレギュラー出演。
- みんなで科学ラボラジオ（NHKラジオ第1放送、2011年04月30日 - 、毎月最終土曜日）

「ラボラジ調査隊」として中継レポーターとして出演。

## 主な公演
- カオポイント/Yes-man第一回合同公演 「DH」 （2007年3月12日-13日、中野スタジオあくとれ）
- 第一回単独公演 「ラッキーゾーン」 （2007年12月10日-11日、中野スタジオあくとれ）
- 第二回単独公演 「中野大甲子園」 （2008年8月11日-13日、中野スタジオあくとれ）
- 第三回単独公演 「ノーシード」 （2009年2月9日-11日、中野スタジオあくとれ）
- 第四回単独公演 「超高校級」 （2009年9月14日-17日、中野スタジオあくとれ）
- 第五回単独公演 「DH」 （2010年4月26日-29日、中野スタジオあくとれ）
- 第六回単独公演 「643」 （2011年10月10日-13日、中野スタジオあくとれ）